# Capri

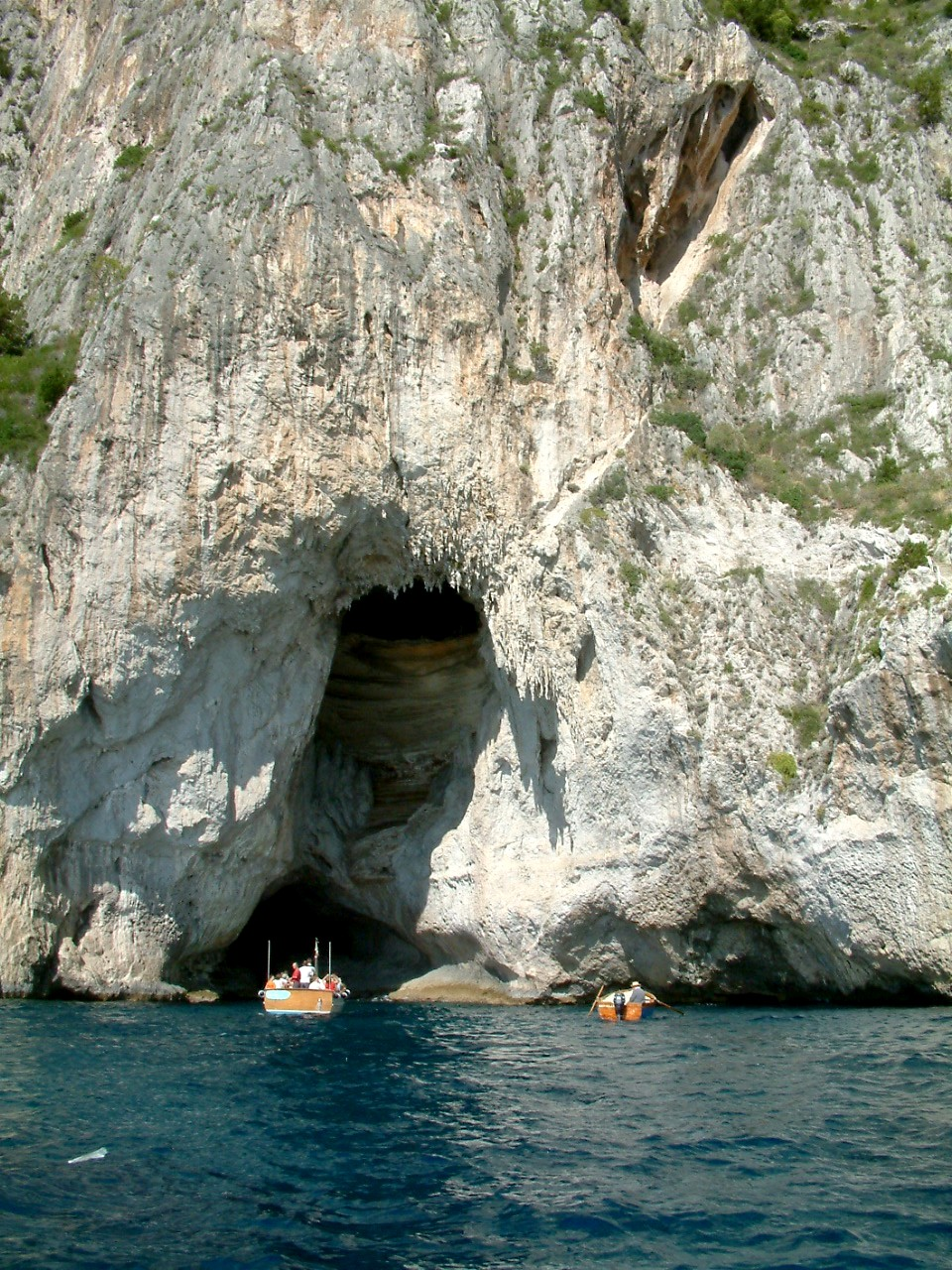
Biała Grota i Grotta Meravigliosa

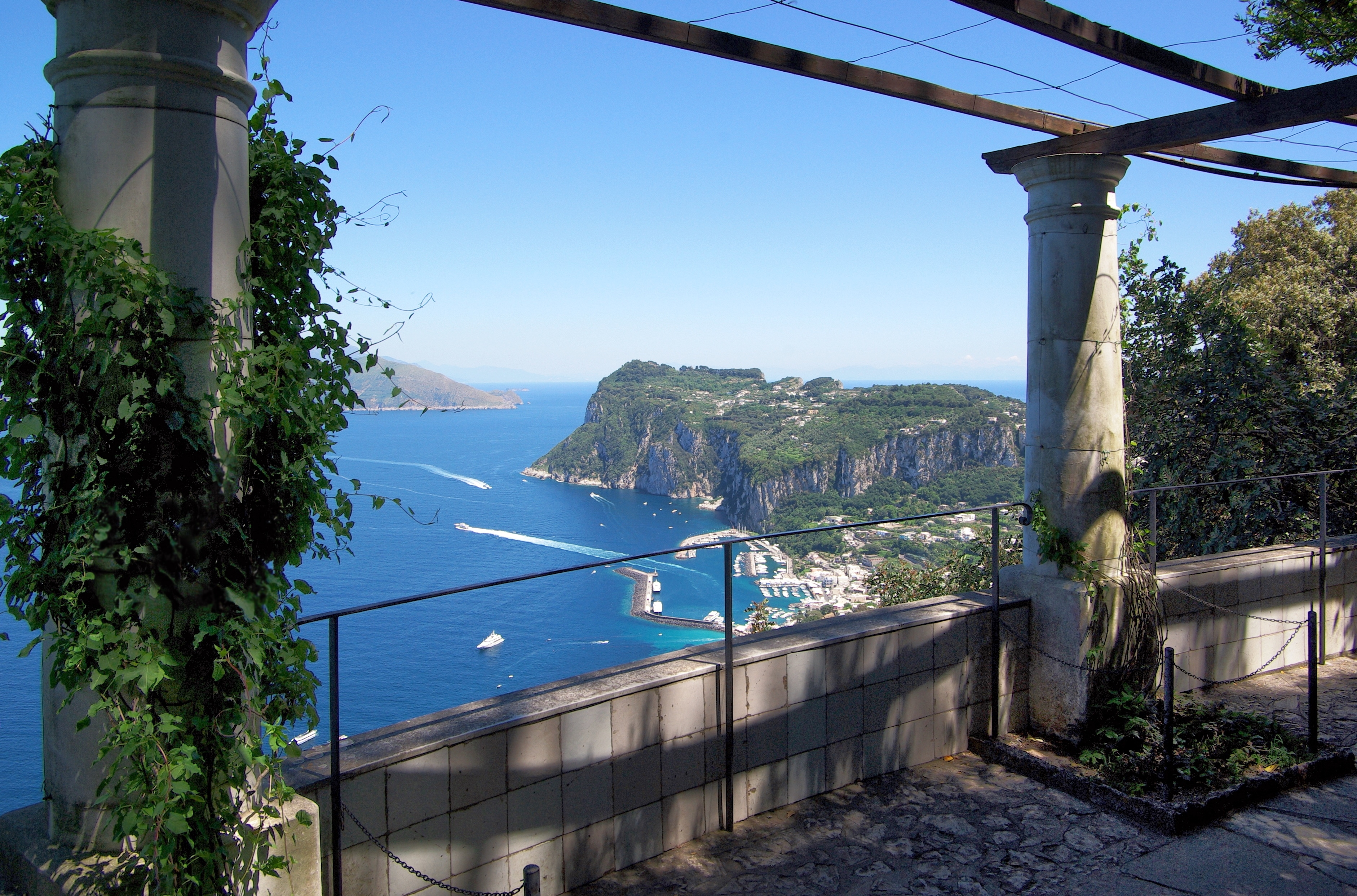
Widok na Capri z Villa San Michele – położonej w Anacapri dawnej willi szwedzkiego lekarza Axela Munthe, zbudowanej na ruinach starożytnej willi cesarza Tyberiusza

Capri – włoska wyspa na Morzu Tyrreńskim w Zatoce Neapolitańskiej, w Mieście Metropolitalnym Neapol. Część archipelagu Wysp Kampańskich, położona jest w pobliżu półwyspu Sorrento, oddzielona od niego cieśniną Piccola. 
Niewielka, o wydłużonym kształcie, górzysta wyspa zbudowana jest ze skał wapiennych (pobliska Ischia jest pochodzenia wulkanicznego). Jej powierzchnia wynosi 10,4 km², a obwód 17 km, najwyższe wzniesienie to Monte Solaro (589 m n.p.m.), na którym znajdują się ruiny zamku. Na wierzchołek ów można wjechać wyciągiem krzesełkowym z miasteczka Anacapri.
Na wyspie położone są dwa miasta: Capri i Anacapri.
Najstarsze ślady bytności człowieka na wyspie pochodzą z okresu paleolitu, natrafiono na nie podczas budowy cesarskiej willi w dolinie Tragara. W VII wieku p.n.e. skolonizowali ją Grecy, a od 29 p.n.e. znalazła się w granicach Cesarstwa Rzymskiego. Była jednym z ulubionych miejsc pobytu cesarzy Oktawiana Augusta i Tyberiusza, który zbudował na niej 12 willi nazwanych imionami olimpijskich bogów (Tyberiusz mieszkał na wyspie w latach 27–37). Rzymianie opuścili wyspę w II wieku. Od IX wieku wchodziła w skład republiki Amalfi. W 1860 roku została włączona w granice zjednoczonego Królestwa Włoch.
Ożywienie ruchu turystycznego spowodowało powtórne odkrycie Lazurowej Groty w XIX wieku. Śródziemnomorski klimat i widoki przyciągają wielu turystów, jak również artystów. Na wyspie byli D.H. Lawrence, George Bernard Shaw, Graham Greene, a także Lenin (po 1905 r.). Wielu sławnych ludzi posiada własne domy na Capri, wśród nich m.in. pisarz toskański Curzio Malaparte, który zbudował swoją nadmorską willę w stylu modernizmu w 1937 r., gdzie gościł Le Corbusiera i Erwina Rommla oraz jest miejscem znanym też z wielu filmów fabularnych.
Na wyspę dociera się najczęściej drogą wodną przez położony na północnym brzegu wyspy port Marina Grande, obecnie znajdujący się w granicach miasta Capri. Jest to port handlowy (zbudowany w 1928 r.) oraz przystań turystyczna dla prywatnych łodzi i statków wycieczkowych. Już w starożytności znajdowała się w tym miejscu niewielka osada rybacka. W pobliżu cesarz August wybudował swoją nadmorską willę, którą później rozbudował Tyberiusz. Pozostały po niej ruiny eksedry i pozostałości basenu do hodowli ryb. Na terenie osady zbudowano pierwszy, chrześcijański kościół na wyspie – San Costanzo, przebudowany później w stylu bizantyjskim. W X wieku biskup Amalfi ustanowił tu diecezję (w XVI wieku siedzibę biskupa przeniesiono w głąb wyspy).
Główna część miasta Capri położona jest powyżej Marina Grande, między dwoma wzgórzami. Prowadzi do niej kręta droga, można też dojechać naziemną koleją linowo-terenową. Wśród wąskich, krętych uliczek znajdują się liczne sklepiki z miejscowymi wyrobami, ekskluzywne hotele i barwne, kwitnące ogrody. Popularnością wśród turystów cieszą się trasy spacerowe. Niektóre z nich można obejrzeć podczas rejsu wycieczkowego wzdłuż brzegu wyspy.
Jedna z dróg wycieczkowych prowadzi do doliny Tragara (grec. Tragos – koza) i kończy się tarasem widokowym w Ogrodach Augusta, z którego widoczne są skały Faraglioni oraz Marina Piccola (zatoka, w której znajdował się rzymski port). Na Tragara znajdowała się jedna z willi cesarskich. Budowę rozpoczął Oktawian August, a kontynuował Tyberiusz. Była to jedyna na Capri willa położona w dolinie. Jedyną pamiątką po niej jest posadzka przeniesiona do kaplicy w kościele San Stefano.
Wapienna budowa wyspy ułatwiła powstanie wielu jaskiń. Na wschodnim brzegu wyspy, pomiędzy wzgórzami Monte Tuoro i Tiberio, znajduje się obszar zwany Matermania od Grotta di Matermania. Tyberiusz zamienił ją w świątynię. Poświęcona była nimfom albo bogini płodności Cibele lub Mater Magna. Dawniej wewnątrz biło źródło, a ściany i sklepienie były wyłożone marmurem. W pobliżu znajduje się widoczna także z morza formacja skalna – Arco Nature (Łuk Naturalny). Najprawdopodobniej jest to pozostałość wejścia do nieistniejącej już groty skalnej. W pobliskiej zatoce znajdują się kolejne dwie groty: Biała (Grotta Bianca) i Grotta Meravigliosa. Mają wspólne wejście znajdujące się powyżej poziomu morza. Niżej położona jest Biała Grota. W dwóch misach groty miesza się woda morska i słodka (źródlana), stężenie zawartych w niej minerałów jest przyczyną białego zabarwienia wody, od którego pochodzi nazwa groty. Wyżej znajduje się wejście do Grotta Meravigliosa, w którym widoczny jest stalagmit zwany „Wykapaną Madonną”. Bogata szata naciekowa stalaktytów i stalagmitów, zmieniająca barwę w zależności od oświetlenia, czyni z niej miejsce chętnie odwiedzane przez turystów.

## Inne atrakcje turystyczne
- Koralowa Grota z niewielką kolonią czerwonych koralowców widocznych na jej ścianach, tuż poniżej lustra wody. Jest to jedna z nielicznych kolonii występujących na Morzu Tyrreńskim
- Kartuzja San Giacomo
- Willa Jovis
- Willa Damecuta – największa z willi Tyberiusza zbudowanych na Capri. Znajduje się w południowo-zachodniej części wyspy. Do jej zabudowy należała Lazurowa Grota zamieniona w świątynię poświęconą nimfom. Do naszych czasów zachowały się fragmenty Rotundy mieszczącej pomieszczenia dowództwa floty rzymskiej i Loggi będącej długą aleją spacerową, z licznymi eksedrami z widokami na morze.
- kościół i pustelnia Cetrella, na zboczu góry Solaro. Pierwsze zapiski o istnieniu kościoła w tym miejscu pochodzą z 1400 r. Rozbudowany został w XVII wieku (dobudowano zakrystię i dzwonnicę). Kościół jest budynkiem dwunawowym przykrytych sklepieniem krzyżowym. Każda z naw kończy się ołtarzem. Obok zbudowane zostały cele zakonników
- kolej linowo-terenowa